# Башня Грузбекетагуне
Ба́шня Гру́збекета́гуне (эст. Grusbeke-tagune torn) — фортификационное сооружение, элемент крепостной стены Таллина. Памятник архитектуры XIV века. Расположена на улице Лаборатоориуми, д. 33.

## История
Трёхэтажная оборонительная башня была построена в 1410 году.
Городская стена сглаживает одну из сторон круглой башни. Как и в соседней башне Плате, на первом этаже башни Грузбекетагуне находится высокое складское помещение под цилиндрическим сводом. На втором и третьем этажах расположены бойницы. На второй этаж башни ведёт деревянная лестница. Площадь под башней составляет 75,0 м².
Внутри башни есть экуменическая часовня, посвящённая Пресвятой Деве Марии и предназначенная для молитв за природу Эстонии (животных, птиц, деревьев, болот и пр.) — посетители могут оставлять соответствующие записки в башне. Все записки хранятся в закрытом скриптории часовни. Эстонские писатели переносят часть записок в большую уникальную книгу ручной работы «Песни Девы Марии». Эти записки затем читаются в часовне. В другой части часовни, под изображением Девы Марии, на стене висит почтовый ящик, куда можно бросить записки с личными молитвами (за семью, детей, родителей) или выражения благодарности Деве Марии. Эти молитвы хранятся в стене башни.
В часовне есть несколько авторских работ: икона Богородицы и каллиграфические надписи Андрия Стасевского (Andrii Stasevskii) и Татьяны Яковлевой (Tatiana Iakovleva), деревянная скульптура Богородицы, выполненная Анатолием Лютюком (Anatoli Ljutjuk), и серия икон «Святые в природе» Анны Шенке (Anna Šenke).
В 2013 году в башне была открыта выставка механических игрушек «Таллинский Ноев ковчег» (эст. «Tallinna Noa laev»).
В июне 2021 года в башенной часовне открылась выставка «Святой совет» (эст. «Püha nõu»). На выставке представлены украшения и предметы, выполненные выпускниками Эстонской академии художеств — художником по стеклу Кайей Коппель (Kai Koppel) и художниками по украшениям Юлией-Марией Кюннап (Julia Maria Künnap) и Кадри Мялк (Kadri Mälk).
В настоящее время башней владеет Таллинский департамент культуры и спорта.